# 施泰納格河
51°0′20.2″N 7°37′28.94″E / 51.005611°N 7.6247056°E
施泰納格河（德語：Steinagger），是德國的河流，位於該國西部，處於北萊茵-威斯特法倫州，屬於阿格河的左支流，河道全長11.4公里，流域面積30.3平方公里。